# Konfederacja Tureckich Związków Zawodowych
Konfederacja Tureckich Związków Zawodowych (tur. Türkiye İşçi Sendikaları Konfederasyonu, TÜRK-İŞ) – turecka centrala związkowa założona w 1952. Jedna z czterech głównych krajowych ośrodków związkowych w Turcji, jednocześnie najstarszy.
TÜRK-İŞ należy do Międzynarodowej Konfederacji Związków Zawodowych, Komitecie Doradczym Związków Zawodowych przy OECD i Europejskiej Konfederacji Związków Zawodowych.

## Historia
TÜRK-İŞ oficjalnie założono podczas pierwszego zgromadzenia zwołanego w Izmirze w dniach 6-7 września 1952. W wyborach, które odbyły się na Walnym Zgromadzeniu, İsmail İnan został wybrany na Przewodniczącego, Muammer Özerkan na Sekretarza Generalnego, a İsmail Aras na Główny Księgowy.